# Liste der Naturdenkmale in Rott (Westerwald)
Die Liste der Naturdenkmale in Rott nennt die im Gemeindegebiet von Rott ausgewiesenen Naturdenkmale (Stand 15. Februar 2024).

## Naturdenkmale
| Nr.         | Bezeichnung           | Lage                     | Beschreibung                                               | Bild                                    |
| ----------- | --------------------- | ------------------------ | ---------------------------------------------------------- | --------------------------------------- |
| ND-7132-376 | Brunneneiche Kaffroth | Kaffroth, bei Nr. 4 Lage | Quercus robur mit einem Brusthöhenumfang von 7,50 m (2014) | Direkt Bild zu diesem Denkmal hochladen |